# Aghora
Aghora ist eine Progressive-Metal-Band aus Miami, Florida.

## Geschichte
Die Band wurde 1995 von Santiago Dobles (Gitarre) gegründet. Nach einigen Demos veröffentlichte die Band im Jahr 2000 ihr selbstbetiteltes Debütalbum. Aghora, aufgenommen und produziert von Santiago Dobles und Dan Escauriza in Miami, 1999. Das Album wurde unter anderem von Sean Malone und Sean Reinert – beide Mitglieder der Band Cynic – eingespielt. Zwischen dem Debüt und dem nächsten Album Formless vergehen fast sieben Jahre, während denen die Band unter anderem mit Amorphis, Kamelot, Atheist und Sonata Arctica auftrat. Das Album wurde produziert von Santiago Dobles und Neil Kernon (unter anderem Produzent für Nevermore, Dokken, Nile und Cannibal Corpse). Als Sängerin ist seit diesem Album Diana Serra für die Band tätig. Das Album wurde sowohl als Eigenproduktion als auch über Season of Mist veröffentlicht.

## Stil
Der Progressive Metal von Aghora speist sich aus mehreren unterschiedlichen Musikstilen, so aus verschiedenen Metalstilen wie Death Metal und Thrash Metal, aber auch Weltmusik, Fusion und Jazz.

## Diskografie

### Demos
- 1998: Demo 1998
- 1999: Demo 1999
- 2005: Dual Alchemy

### Alben
- 2000: Aghora (Dobles Production)
- 2006: Transitions (Doblesmusic, Kompilation)
- 2006: Formless (Dobles Productions)